# Патагонско тинаму
Патагонското тинаму (Tinamotis ingoufi) е вид птица от семейство Тинамуви (Tinamidae).

## Разпространение
Видът е разпространен в Аржентина и Чили.